# Frontière entre les États fédérés de Micronésie et les Palaos
La frontière entre les Palaos et les États fédérés de Micronésie est entièrement maritime et se situe dans le Nord de l'Océan Pacifique dans l'archipel des Carolines. Elle est localisée à l'ouest des États fédérés de Micronésie, à proximité des Îles Yap et de l'atoll de Ngulu, et à l'est des Palaos, près des îles de Babeldaob et de Kayangel.
Jusqu'en 2006, la frontière prend la forme de trois segments, d'un total de 405 milles marins, dont les extrémités correspondent aux intersections d'arcs d'un rayon de 200 milles marins dessinés depuis les îles les plus proches de chaque pays.
En août 2006, la frontière est définie par un traité bilatéral fixant une ligne de démarcation constituée de 51 points.

Frontières maritimes des États fédérés de Micronésie et des autres états de l'Océan Pacifique